# أوتو بنجامين أندرياس أوبيرت
أوتو بنجامين أندرياس أوبيرت (بالنرويجية البوكمول: Otto Benjamin Andreas Aubert)‏ هو موظف مدني نرويجي، ولد في 17 ديسمبر 1841 في برغن في النرويج، وتوفي في 23 يناير 1898 في شين في النرويج.